# Währinger Straße-Volksoper (metropolitana di Vienna)
Währinger Straße-Volksoper è una stazione della linea U6 della metropolitana di Vienna situata al confine tra il 9º distretto e il 18º distretto. 

## Storia
La stazione fu realizzata come fermata della Gürtellinie della Stadtbahn a vapore sul sito dove sorgeva una delle porte cittadine della vecchia cinta muraria, come avvenne per altre fermate della linea. La struttura fu progettata da Otto Wagner per conto della Commissione per i sistemi di trasporto di Vienna. La stazione fu completata nel dicembre 1895, con il nome Währinger Straße ed entrò in esercizio il 1º giugno 1898. 
La stazione fu usata fino al 1918, anno in cui terminò il servizio della Stadtbahn a vapore, e rientrò in funzione nel 1925 come fermata della nuova Stadtbahn elettrificata. Dal 1925 al 1945 la stazione venne servita anche dalla linea mista tram-Stadtbahn 18G.
Al nome della stazione venne aggiunto il termine Volksoper quando il comune di Vienna divenne proprietario del teatro dell'opera. Il nuovo nome fu assegnato nel 1938 ma comparve nelle mappe solo a partire da luglio 1939. Tra il 1941 e il 1947 la fermata fu denominata alternativamente come Währinger Straße-Städtische Oper, poi come Währinger Straße-Staatsoper per assumere definitivamente la denominazione attuale nel novembre 1959.
Dal 7 ottobre 1989 è stata riconvertita in fermata della linea U6 della metropolitana.

## Descrizione
L'edificio è in gran parte ancora quello originale. La struttura è progettata come stazione sopraelevata e si sviluppa su due livelli, con l'ingresso ornato da decorazioni e colonne a cui si accede dalle tipiche porte a battente in colore verde. L'atrio svolge anche funzione di collegamento tra i marciapiedi sul lato sinitro e destro dei binari. Le facciate sono divise da torri angolari e sono caratterizzate da grandi finestre rettangolari. Le decorazioni richiamano temi tipici dell'antichità, come le teste di leone sotto il cornicione, tipici dello stile di Otto Wagner. Completano il complesso i ponti su Währinger Straße, sul lato sud della stazione da cui sono stati però scorporati, e le estensioni riccamente decorate su piloni verso Fuchsthallergasse e Schulgasse.
I binari sono raggiungibili tramite scale e ascensori. Negli anni Ottanta, durante i lavori di riconversione come stazione della metropolitana, entrambi i marciapiedi sono stati prolungati verso nord di alcuni metri, per consentire di effettuare il servizio con treni lunghi.

## Ingressi
- Währinger Straße / Gentzgasse
- Sechsschimmelgasse / Fuchsthallergasse